# Grachan Moncur II
Grachan Moncur II (Miami, 2 september 1915 - aldaar, 31 oktober 1996) was een Amerikaanse jazzcontrabassist.

## Biografie
Grachan Moncur II groeide op in Miami en verhuisde later met zijn familie naar Newark, waar hij zijn carrière als muzikant begon, eerst als begeleidingsmuzikant voor artiesten van de populaire muziek voor plaatselijke radiostations. Daarbij werd hij gehoord door John Hammond, die hem daarna optredens met verschillende jazzmuzikanten bemiddelde. In 1937 werkte hij mee bij de oprichting van de Savoy Sultans, die later zouden worden geleid door zijn halfbroer Al Cooper. Bovendien werkte hij tijdens de jaren 1930 met Teddy Wilson, Bunny Berigan en Bud Freeman en was als begeleider op platen te horen van Billie Holiday en Mildred Bailey. Rond 1945 speelde hij met Ike Quebec en Mary Lou Williams.
Moncur II speelde tot 1945 met de Savoy Sultans totdat de band werd ontbonden en werkte daarna in bands met de pianist Ace Harris en de tenorsaxofonist Joe Thomas. Tijden de jaren 1950 keerde hij terug naar Miami, waar hij tijdens de jaren 1960 nog regelmatig optrad met het Myrtle Jones Trio. De trombonist Grachan Moncur III is zijn zoon.

## Overlijden
Grachan Moncur II overleed in oktober 1996 op 81-jarige leeftijd.